# 余思霆
余思霆（英語：Stitch Yu Ssu Ting，1994年4月28日—），在香港发展的台湾女演員、主持人及《2017年度國際中華小姐競選》冠軍，曾為無綫電視藝員。

## 簡歷
余思霆有一名兄長，早年於台灣花蓮就讀花蓮縣花蓮市中正國民小學，為該校2006年第49屆畢業生，之後考入國立花蓮高級中學，於13歲時隨家人舉家移民美國紐約，並入讀當地一所位於曼哈頓地獄廚房的公立藝術高中 Professional Performing Arts School，主修舞蹈（花式滑冰）。此前她曾獲得三屆《台北市青年杯花式溜冰比賽》外縣市組冠軍；修畢高中課程便到紐約州立大學奧爾巴尼分校唸書。
余思霆曾參與2012年度美國《紐約華裔小姐競選》卻落選，2016年再次參選則獲得冠軍、最上鏡小姐、網上最受歡迎小姐、最佳晚裝演繹獎。其後，她代表紐約參加《2017年度國際中華小姐競選》，爆冷門擊敗林宣妤取得冠軍，繼而加入香港無綫電視成為經理人合約藝員。同年，她也在《萬千星輝賀台慶》中「50巨獎」環節內奪取一百萬元大獎，翌年開始兼職 MegaBox Goji Studios 分店健身教練（直至2024年）。
2020年底，余思霆與邵珮詩啟程到台灣拍攝 J2 旅遊節目《玩起來》，卻因2019冠状病毒病疫情嚴重，妨礙拍攝進度而長時間滯留當地；翌年4月曾提前一天起行返家鄉，避過了0402臺鐵408次太魯閣號事故。2022年4月，她在巴黎旅遊期間感染新冠肺炎。

## 感情生活
余思霆曾與天堂鳥成員歐喬鋒交往，2018年6月分手。
其後，余思霆跟同為無綫電視藝員的朱敏瀚拍拖，二人因拍攝劇集《好日子》而開始熟稔，情侶關係至2019年5月才被曝光。2022年7月27日，余朱二人在各自的Instagram帳戶宣布已與對方分手。

## 演出作品

### 電視劇
| 首播       | 劇名                           | 角色           |
| 無綫電視   |                                |                |
| 2018年     | 救妻同學會                     | 何少藍         |
| 2019年     | 好日子                         | 楊 沖          |
| 2019年     | 她她她的少女時代               | 陳佳宜（Miki） |
| 2020年     | 愛美麗狂想曲（myTV Gold 首播） | 林雅婷         |
| 2024年     | 企業強人                       | Zita           |
| 未播映     | 非份之罪                       |                |
| 三立都會台 |                                |                |
| 2023年     | 美食無間                       | 莫鈺           |

### 綜藝節目（TVB）
| 首播   | 節目名              | 備註     |
| 2017年 | 最緊要好玩          | 固定演出 |
| 2017年 | 最緊要好好玩·消暑版 | 固定演出 |
| 2018年 | 兄弟大茶飯          | 固定演出 |
| 2019年 | 善心滿東華2019      | 固定演出 |
| 2020年 | 慈善星輝仁濟夜      | 固定演出 |
| 2023年 | 濠玩夏水禮          | 固定演出 |
| 2023年 | 歡樂滿東華2023      | 固定演出 |

### 主持節目
| 首播     | 節目名                                                  | 備註                                                               |
| 無綫電視 |                                                         |                                                                    |
| 2017年   | 第十屆香港體育舞蹈節 － WDSF世界體育舞蹈大獎賽 香港2017 | 主持（與邵珮詩、丁子朗及伍富橋）                                   |
| 2018年   | 旺財狗年花車巡遊匯演                                    | 主持（與安德尊、傅嘉莉、德丞及吳偉豪）                             |
| 2018年   | 玩轉新加坡無限式                                        | 主持（與陳芷尤、宋雙佳及陳婉衡）；TVB8首播                         |
| 2018年   | 深夜美食團                                              | 主持（第16集起；與崔建邦、張秀文、黃愷怡、張致恆、林希靈及譚永浩） |
| 2018年   | 深夜美食團 真的愛我媽                                   | 主持（與崔建邦及張秀文）                                           |
| 2019年   | Ben Sir睇樓團                                           | 第三輯 主持（與麥美恩及歐陽偉豪）                                  |
| 2020年   | 玩起來                                                  | 主持                                                               |
| 2020年   | 再見2020 你還好嗎                                       | 第6集主持（台灣）                                                  |
| 2021年   | 涼浸浸去旅行                                            | 主持（與梁凱晴）                                                   |
| 2022年   | 一日打工仔                                              | 主持（與金剛）                                                     |
| 2022年   | 職工頭圍用膳                                            | 主持（與張寶兒及何泳芍）                                           |
| 2022年   | 台灣3點3                                                | 主持（與林映輝及姜宇夫）                                           |
| 2023年   | 請1日假去旅行:台北篇                                    | 主持（與金剛）                                                     |
| 2023年   | 日本限定Super遊                                         |                                                                    |

## 曾獲獎項與提名
| 年份   | 獎項                                         | 結果 |
| ------ | -------------------------------------------- | ---- |
| 2016年 | 2016年度紐約華裔小姐競選冠軍                 | 獲獎 |
| 2016年 | 2016年度紐約華裔小姐競選「最上鏡小姐」       | 獲獎 |
| 2016年 | 2016年度紐約華裔小姐競選「網上最受歡迎小姐」 | 獲獎 |
| 2016年 | 2016年度紐約華裔小姐競選「最佳晚裝演繹獎」   | 獲獎 |
| 2017年 | 2017年度國際中華小姐競選冠軍                 | 獲獎 |
| 2018年 | 2018香港電視大獎「新人獎」                   | 提名 |
| 2019年 | 萬千星輝頒獎典禮2019「最佳女配角」           | 提名 |

## 外部連結
- Ssuting Yu的Facebook專頁
- 余思霆 Stitch Yu的Facebook專頁
- 思霆的Instagram帳戶
- YouTube 思家霆園https://youtube.com/channel/UC8UD0zcVhMzOFwR-x7Myq2Q （页面存档备份，存于）

| 前任： 陳舒菲 | 紐約華裔小姐競選冠軍 2016年 | 繼任： 李思佳 |